# Flora de la provincia de Jujuy
Flora de la provincia de Jujuy (abreviado Fl. Prov. Jujuy) es un libro con ilustraciones y descripciones botánicas que fue escrito por el botánico y fitogeógrafo argentino; Ángel Lulio Cabrera y publicado en Buenos Aires desde 1977 en varias partes.